# Billy Bryk
William Nicholas Bryk (31 ottobre 1999) è un attore canadese.

## Biografia
Billy Bryk è nato il 31 ottobre 1999, figlio dell'attore Greg Bryk e Danielle Bryk. Ha un fratello maggiore, Dempsey e una sorella, Ella. Ha esordito come attore nel 2020 nel cortometraggio Night Shifts diretto da Finn Wolfhard. In seguito ha recitato nei film Confini e dipendenze (2021), Ghostbusters: Legacy (2021) e Quando avrai finito di salvare il mondo (2022). Recentemente ha esordito come regista dirigendo insieme a Finn Wolfhard il film Hell of a Summer.

## Filmografia

### Attore

#### Cinema
- Confini e dipendenze (Crisis), regia di Nicholas Jarecki (2021)
- Ghostbusters: Legacy (Ghostbusters: Afterlife), regia di Jason Reitman (2021)
- Quando avrai finito di salvare il mondo (When You Finish Saving the World), regia di Jesse Eisenberg (2022)
- Hell of a Summer, regia di Finn Wolfhard e Billy Bryk (2023)
- Saturday Night, regia di Jason Reitman (2024)

#### Televisione
- Jett - Professione ladra (Jett) – serie TV, 1 episodio (2019)
- Wynonna Earp – serie TV, 6 episodi (2020-2021)

#### Cortometraggi
- Night Shifts, regia di Finn Wolfhard (2020)
- L for Loser, regia di Dempsey Bryk (2021)

### Regista
- Hell of a Summer, co-diretto con Finn Wolfhard (2023)

### Sceneggiatore
- Hell of a Summer, regia di Finn Wolfhard e Billy Bryk (2023)